# شاه‌پر
شاه‌پر یا پر قلمی (به انگلیسی: pennaceous feather) نوعی پر است که در بیشتر پرندگان امروزی و در برخی دیگر از گونه‌های دایناسورهای دست‌قاپ‌ریختان وجود دارد.

## ویژگی‌ها
یک پر قلمی دارای ساقه یا قلم است. بخش پایه‌ای آن به نام قلم (Calamus) در پوست فرورفته است. این قلم توخالی است و مغز آن از بقایای خشک خمیر پر تشکیل شده‌است و چاله از پایین توسط یک ناف تحتانی و در بالا توسط یک ناف فوقانی باز می‌شود. ساقه بالای قلم یک محور توپر است که در قسمت زیرین آن شیار نافی دارد. پرهای قلمی دارای محوری با پهنک (به انگلیسی: vane، vaxillum) هستند که به دو طرف گسترش می‌یابند. این پهنک‌ها از تعداد زیادی ریشه مسطح تشکیل شده‌اند که با ریشک‌هایی به یکدیگر متصل می‌شوند.
ریشک‌ها رشته‌های ریز هستند که در دو سوی پهن ریشه‌ها متقاطع می‌شوند. این یک توری مینیاتوری شبیه نوار چسب را تشکیل می‌دهد که تمام ریشه‌ها را در کنار هم نگه می‌دارد و پهنک‌ها را تثبیت می‌کند.
پرهای قلمی روی اندام جلویی یا بال اغلب به دلیل تنش‌های مربوط به پرواز یا سایر فعالیت‌ها به شدت چسبیده‌اند. این چسبندگی قوی توسط رباط‌های زیر پوست انجام می‌شود که در برخی از پرندگان و سایر دایناسورهای پردار منجر به برآمدگی‌ها یا نشانه‌هایی در امتداد استخوان پیش‌اندام عقبی (زند زیرین) می‌شود. این برجستگی‌ها که دستگیره‌های قلابی (ulnar papillae) نامیده می‌شوند، اغلب به‌عنوان نشانه غیرمستقیم پرهای اندام جلویی در گونه‌های فسیلی استفاده می‌شوند و همچنین می‌توانند به‌طور غیرمستقیم تعداد شاهپرهای ثانویه را در یک نمونه مشخص نشان دهند.
پرهای پروازی (شاهپرهای بال و شاهپرهای دم) انواع خاصی از شاهپرها هستند که برای بارگیری بال روبه بالا و اغلب به شدت نامتقارن برای بهبود عملکرد پرواز هستند.